# Zasloužilý zkušební navigátor SSSR
Zasloužilý zkušební navigátor SSSR (rusky Заслуженный штурман-испытатель СССР) byl čestný titul Sovětského svazu založený roku 1958. Udílen byl civilním i vojenským zkušebním navigátorům Sovětského svazu za mnoho let práce a za jejich zásluhy v oblasti výzkumu nových leteckých technologií. Udílen byl až do rozpadu Sovětského svazu v roce 1991.

## Historie a pravidla udílení

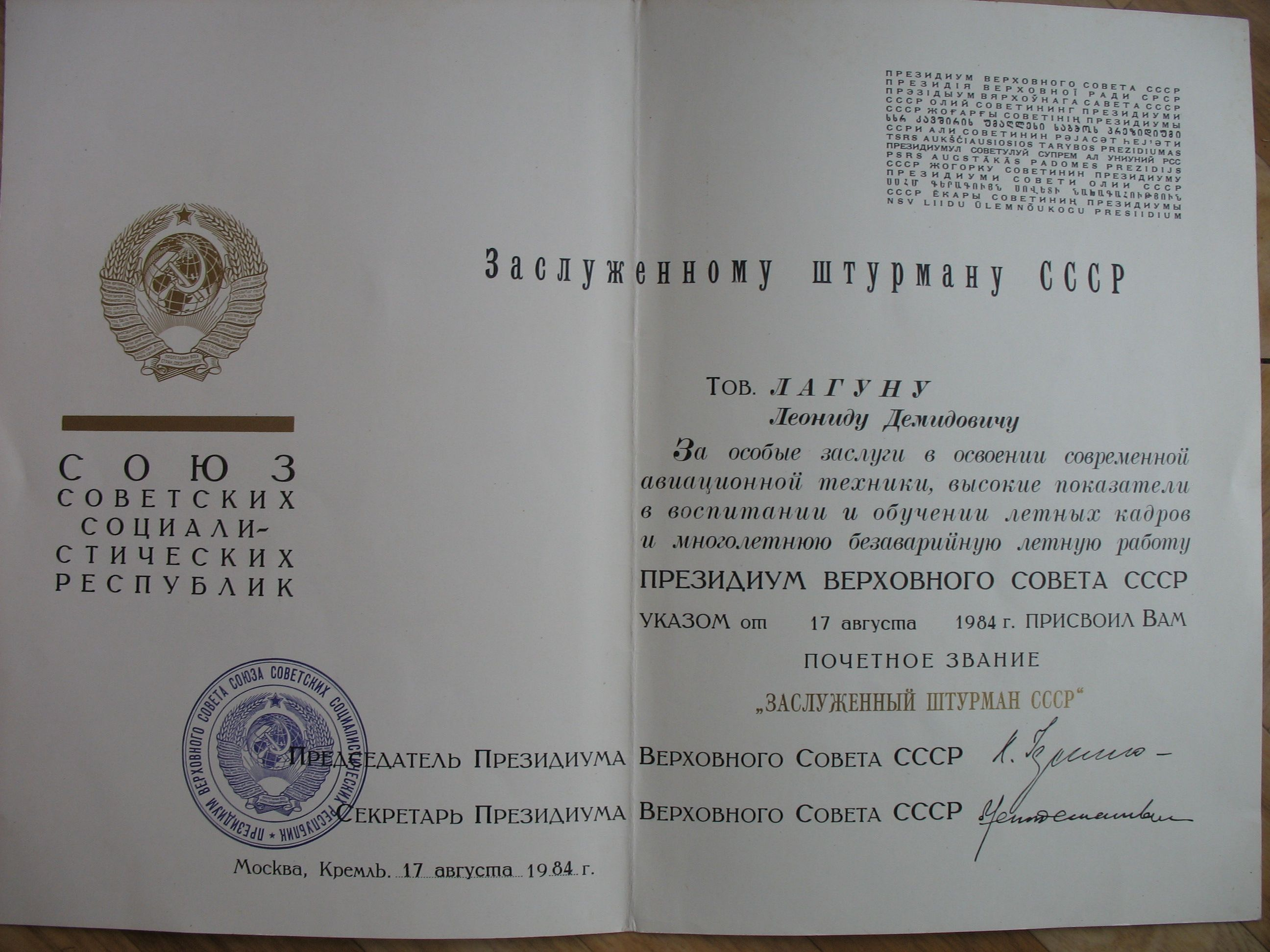
Osvědčení o udělení vyznamenání

V roce 1957 byl poprvé velké skupině zkušebních pilotů z civilního i vojenského letectva udělen čestný titul Hrdina Sovětského svazu. Na recepci v Kremlu při předávání Zlatých hvězd tohoto vyznamenání v listopadu 1957 ocenění zmínili, že většina zkušebních pilotů, kteří v tomto nebezpečném oboru pracovali více než dvanáct let, odešla do výslužby bez jediného vyznamenání. V reakci na to bylo vedení státu požádáno, aby připravilo návrhy na odstranění tohoto nedostatku. Vládě byl poté předložen návrh projektu na zřízení čestných titulů Zasloužilý zkušební pilot a Zasloužilý zkušební navigátor. Tento návrh získal u sovětských státníků podporu. Současně byla vyhlášena soutěž o nejlepší návrh designu nového vyznamenání. Soutěž vyhrál zkušební pilot Arkadij Pavlovič Bogorodskij. Na jeho návrhu byl vyobrazen letoun Lavočkin La-250, který v té době Sověti testovali.
Čestný titul Zasloužilý zkušební navigátor byl založen dekretem prezidia Nejvyššího sovětu Sovětského svazu č. 2523-X ze dne 14. srpna 1958. Udílen byl za odvahu a vynikající výkon vojenským i civilním zkušebním navigátorům v oblasti leteckého výzkumu a testování nových leteckých technologií. Poprvé bylo toto vyznamenání uděleno dne 7. října 1959.
Status vyznamenání byl potvrzen dekretem prezidia Nejvyššího sovětu Sovětského svazu č. 9441-XI ze dne 22. srpna 1988. Vyznamenání bylo udíleno do rozpadu Sovětského svazu v prosinci 1991. Dne 20. února 1992 bylo zavedeno ruské vyznamenání, Zasloužilý zkušební navigátor Ruské federace, které na toto původní sovětské ocenění navazovalo.

## Pravidla udílení
Čestný titul Zasloužilý zkušební navigátor SSSR byl udílen prezidiem Nejvyššího sovětu Sovětského svazu na doporučení ministra leteckého průmyslu SSSR nebo ministra obrany SSSR vojenským i civilním zkušebním navigátorům 1. třídy leteckého a obranného průmyslu a sovětských ozbrojených sil za mnoho let tvůrčí práce v oblasti testování a výzkumu nových leteckých technologií, která významně přispěla k pokroku sovětského letectví.
Udělený čestný titul mohl být odebrán pouze prezidiem Nejvyššího sovětu Sovětského svazu na návrh soudu, ministra obrany nebo ministra leteckého průmyslu.
Odznak tohoto čestného titulu se nosil na pravé straně hrudi a v přítomnosti dalších sovětských vyznamenání byl umístěn nad sovětskými řády. Pokud se nosí s vyznamenáními Ruské federace, pak mají ruská vyznamenání přednost.

## Popis odkazu
Odznak je široký 27 mm a vysoký 23 mm. Na přední straně je v levé horní části nápis v cyrilici ЗАСЛУЖЕННЫЙ ШТУРМАН-ИСПЫТАТЕЛЬ. Ve středu je stoupající tryskové letadlo Lavočkin La-250 vyrobené z pozlaceného tombaku. Přední část letadla i část ocasu přesahují mírně přes okraj odznaku. Ve spodní části odznaku je vpravo vavřínová ratolest, která je uprostřed spodní části odznaku překryta nápisem CСCP. Vnější okraj odznaku je vystouplý.
Modrá stuha z hedvábného moaré je připevněna k obdélnému postříbřenému kovovému rámečku.